# Spilosoma sordidior
Spilosoma sordidior là một loài bướm đêm thuộc phân họ Arctiinae, họ Erebidae.